# Apis
Apis é um gênero de abelhas do Velho Mundo que inclui as espécies domesticadas para a produção de mel.

## Espécies
- Apis andreniformis
- Apis cerana
- Apis dorsata
- Apis florea
- Apis koschevnikovi
- Apis mellifera
- Apis nigrocincta